# 荷西·安祖·阿朗素
荷西·安祖·阿朗素·馬田（西班牙語：José Ángel Alonso Martín，1989年3月2日—），生於西班牙薩拉曼卡，西班牙足球運動員，司職中堅，現時效力香港超級聯賽球會理文。

## 球員生涯
荷西·安祖出身於薩拉曼卡的青訓系統，並代表母會在西丙聯賽展開球員生涯。在2013年7月20日，他轉會到西甲球會艾爾切，並被安排到同樣位於西丙的預備隊作賽。2014年8月24日作客以0-3負巴塞隆拿，首度在西甲亮相。
2017–2018球季，荷西·安祖轉到馬略卡效力。
荷西·安祖於2018年來港加盟東方龍獅，但在高級組銀牌淘汰理文的比賽不慎觸傷膝部韌帶，之後便提早返回家鄉治理。
2020–2021球季，理文宣布簽入曾在港超落班的荷西·安祖。4年來，他為理文上陣73場，貢獻11個入球，並協助理文奪得2023－24聯賽冠軍。

## 榮譽
理文
- 香港超級聯賽冠軍（2023–24季度）

## 外部連結
- José Ángel在BDFutbol中的档案
- Soccerway資料庫：José Ángel